# Mark Jansen
Mark Jansen (Reuver, 15 dicembre 1978) è un cantante, chitarrista e compositore olandese, frontman degli Epica, con cui suona un symphonic metal ricco di influenze. È anche il leader e fondatore dei MaYaN.

## Biografia
È stato sentimentalmente legato a Simone Simons per quattro anni. Dopo essersi lasciati, sono rimasti amici e hanno deciso di continuare a lavorare assieme negli Epica per non gettare al vento i traguardi ottenuti.
Dal 2011 è sentimentalmente legato alla soprano italiana Laura Macrì, originaria di Serradifalco, in provincia di Caltanissetta. Oltre alla carriera operistica nei teatri e a quella col quartetto lirico Div4s, con cui ha aperto concerti di Andrea Bocelli, con cui ha anche collaborato diverse volte, Laura canta assieme a Mark nei MaYaN. Jansen ha inoltre composto e prodotto alcuni brani del progetto operatic pop della fidanzata, tra cui i singoli Ancora Una Volta, Viva La Vita e Sempre. In virtù della relazione sentimentale, Mark Jansen attualmente vive dividendosi tra i Paesi Bassi e la Sicilia. Il 25 ottobre 2023 è stato annunciato sui social network degli Epica che Mark Jansen e Laura Macrì aspettano la loro prima figlia e che per questo il musicista si prenderà una breve pausa dall'attività dal vivo; il 14 novembre è poi nata Ilse.
Si è laureato in psicologia presso l'Università di Maastricht e si interessa di filosofia, politica, attualità, civiltà maya, meccanica quantistica, pensiero buddhista e mindfulness. I suoi interessi si riversano nei testi degli After Forever, degli Epica e dei MaYaN. Mark è inoltre un appassionato ciclista.

## Equipaggiamento

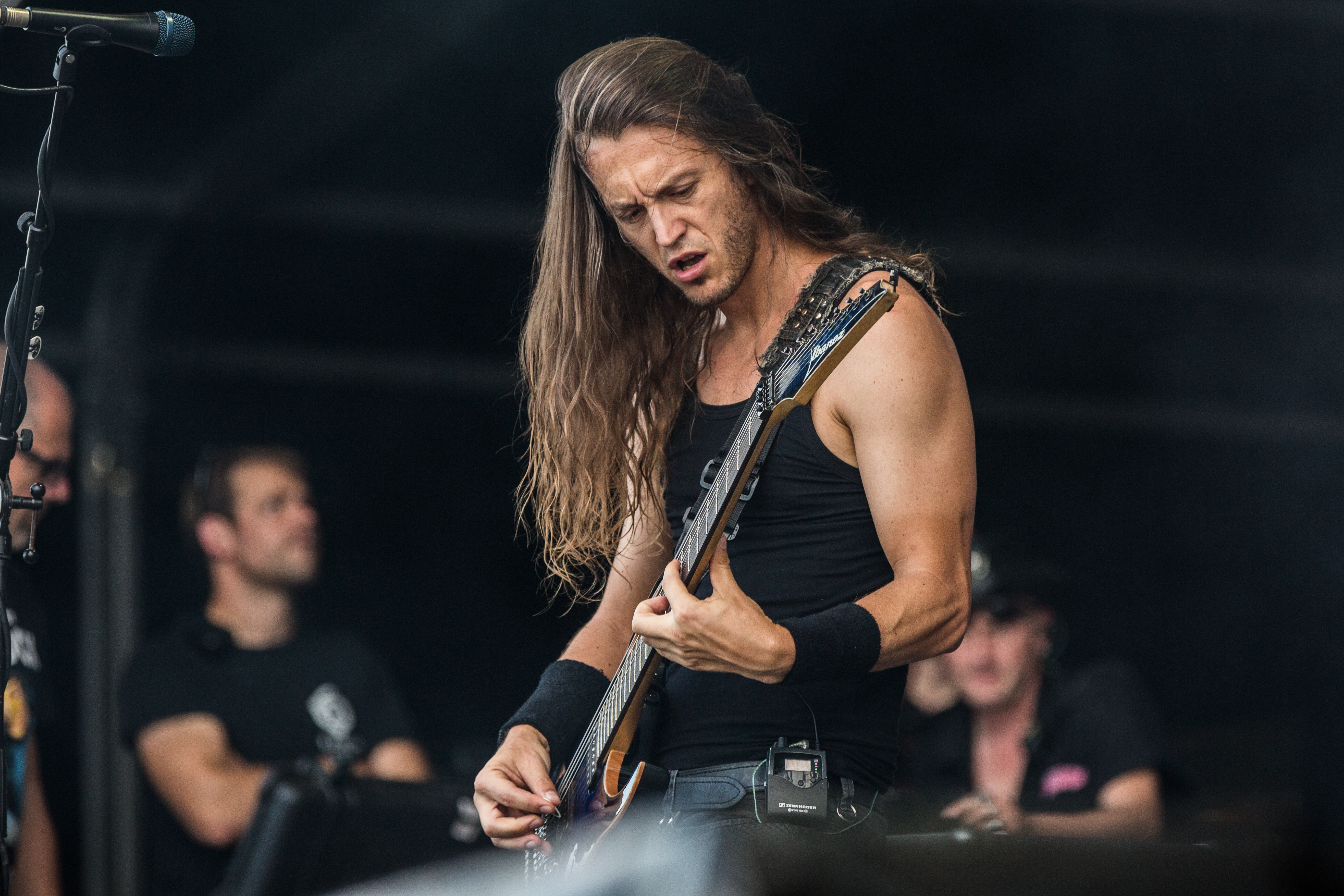
Jansen nel 2017 con gli Epica

- Ibanez Custom RG7
- Pedali Boss
- Pedali Morley
- Microfoni Shure

## Discografia

### Con gli After Forever
- 2000 – Prison of Desire
- 2001 – Decipher

### Con gli Epica
- 2003 – The Phantom Agony
- 2005 – Consign to Oblivion
- 2007 – The Divine Conspiracy
- 2009 – Design Your Universe
- 2012 – Requiem for the Indifferent
- 2014 – The Quantum Enigma
- 2016 – The Holographic Principle
- 2021 –  Omega

### Con i MaYaN
- 2011 – Quarterpast
- 2013 – Antagonise

## Partecipazioni e duetti

### Come ospite
- 2010 - Diabulus in Musica – The Wanderer, in Blazing A Trail
- 2013 - ReVamp - Wild Card, in Misery's No Crime
- 2014 - Countermove - The Power of Love, cover dei Frankie Goes to Hollywood
- 2015 - Karmaflow - Karmaflow: The Original Soundtrack (2015), in The Guide, cantata assieme a Lindsay Schoolcraft dei Cradle of Filth
- 2015 - Cathargods - Cathargods, in A Last Sigh
- 2016 - Universal Mind Project - The Jaguar Priest, in Anthem for Freedom, Truth e Dreamstate
- 2016 - 3rd Machine - Quantified Self, in Ultimate Intelligence
- 2017 - Akheth - in The Asylum